# Toxorhynchites minimus
Toxorhynchites minimus är en tvåvingeart som först beskrevs av Theobald 1905.  Toxorhynchites minimus ingår i släktet Toxorhynchites och familjen stickmyggor. Inga underarter finns listade i Catalogue of Life.